# 児玉好雄
児玉 好雄（こだま よしお、1909年1月28日 - 1986年10月20日）は、日本の歌手、教育者である。

## 人物・来歴
1909年（明治42年）1月28日、広島県広島市向洋（現・南区）に生まれる。
旧制・広島県立広島第一中学校（現広島国泰寺高校）を1年で中退し、15歳になる1924年（大正13年）に渡米しパシフィック大学音楽科で学び、7年間をアメリカで暮らす。21歳になる1930年（昭和5年）の帰国後、日本青年館で音楽会を開催する。その後、イタリアに留学し、在欧5年でオペラを本格的に学んだ。1933年（昭和8年）、ミラノ音楽院を修了。
帰国後、25歳になる1934年（昭和9年）、ビクターの専属となる。本格的なクラシックの歌唱法に小唄や民謡など邦楽の節回しを加えた歌唱法で人気を得た。1936年（昭和11年）、SPレコード「無情の夢」を吹き込み（レコーディング）大ヒットした。その後も、キングレコードで三門順子と「愛馬行」を吹き込みヒットする。同楽曲『愛馬行』は、1939年（昭和14年）の陸軍省に選定され、「愛馬進軍歌」とカップリングして売り出した戦争歌である。
他の楽曲に、「涙の三度笠」、「浜は大漁だ」、「吹雪」などがある。
1945年（昭和20年）、36歳で第二次世界大戦終戦を迎える。戦後は、東京・西池袋での「舞台芸術学院」創設に参画、日本のミュージカル発展に貢献した。同門からは、いずみたく、伊丹十三、堀内完、山田吾一、うつみ宮土理、李礼仙ら、多くの後進を育てた。
1961年（昭和36年）、児玉の戦前のヒット曲「無情の夢」を佐川満男がカヴァーし、リバイバルヒットした。
1968年（昭和43年）暮れには、東京12チャンネル（現テレビ東京）の『なつかしの歌声』に出演し、「無情の夢」を歌唱した。当時、59歳である。
1979年（昭和54年）、70歳のときに舞台芸術学院の三代目学長に就任した。
1986年（昭和61年）10月20日、心不全で死去、77歳没。

## おもなディスコグラフィ
- 無情の夢 （作詞佐伯孝夫、作曲佐々木俊一、1936年）
- 愛馬行 （作詞陸軍省報道部、作曲佐藤長助、1939年）
- 浜は大漁だ（作詞高塚忠志、作曲定方雄吉）
- 吹雪 （作詞内田つとむ、作曲児玉好雄）
- 追分くづし （作詞・作曲神長瞭月）
- 朗かな上等兵 （作詞坂口淳、作曲三界稔）
- 男のゆく道 （作詞坂口淳、作曲斎藤一郎）
- 月下の草笛 （作詞夢虹二、作曲佐藤長助）
- しぐれ道中 （作詞西條八十、作曲佐々木俊一）
- 涙の三度笠 （作詞西條八十、作曲鈴木静一）
- 上海タンゴ （作詞佐藤惣之助、作曲山川武）
- 戦線愛馬の唄 （作詞牧房雄、作曲草笛圭三）
- 誓いの盃 （作詞豊島宗弘、作曲上原げんと）
- 月の戦線 （作詞松坂直美、作曲上原げんと）
- 港の純情 （作詞松坂直美、作曲上原げんと）
- 別れの馬子唄 （作詞武内利栄子、作曲大村能章）
- 吾等の空軍 （作詞伊藤和夫、作曲杉山長谷雄）

## 註
1. ↑  『あの時この歌 - 戦後日本歌謡史 - 』（嬉一夫/中国新聞著、渓水社、1983年10月）のp.107の記述を参照。